# Neomochtherus clypeatus
Neomochtherus clypeatus är en tvåvingeart som först beskrevs av Becker 1915.  Neomochtherus clypeatus ingår i släktet Neomochtherus och familjen rovflugor. Inga underarter finns listade i Catalogue of Life.